# Elektrárna Hodonín
Elektrárna Hodonín (Zkráceně EHO) je jedna z nejstarších tepelných elektráren společnosti ČEZ na území České republiky a nachází se v blízkosti města Hodonín, lignitového dolu a řeky Moravy. Celkový instalovaný výkon elektrárny činí 105 MW. Je schopná provozu i na čistou biomasu (do 75% instalovaného výkonu).

## Historie elektrárny
Výstavba elektrárny byla zahájena v roce 1951 a uvedení do provozu všech osmi kotlů (o výkonu 125 tun páry/hod) probíhalo postupně od roku 1954 do roku 1958. Kotle vyrobilo ZVU Hradec Králové, byly uspořádány do bloku, v roce 1954 začal pracovat blok 4 kotlů se dvěma 50 MW turbínami, v roce 1957 začaly pracovat další 2 kotle s 50 MW turbínou a v roce 1958 poslední 2 kotle s 55 MW turbínami. S výkonem 205 MW byla Elektrárna Hodonín v té době největším zdrojem elektřiny v Československu. Všechny turbíny byly kondenzační s průtočným chlazením. Elektrárna tím získala svůj obraz symbolizovaný celkem 4 zděnými komíny, které postavil podnik Teplotechna n.p., závod Brno. Jako palivo používala předsoušený a mletý lignit z okolních lignitových dolů dovážených lanovkou a dále vlakovými soupravami v celkovém množství až 2 miliony tun za rok. Všechny kotle byly doplněny elektrostatickými odlučovači popílku. Postupem času začala být přestavována na teplárenský provoz a od roku 1963 dodávala teplo nejen průmyslovým závodům. Elektrárna byla odsířena v letech 1996–1997, odsíření zajišťují fluidní kotle o výkonu 170 t/hod. Dva komíny již nefunkčních bloků byly zbourány v letech 2004-2005. Od 31.12.2009 pracuje 1 blok výhradně na čistou biomasu. Poslední lignitový důl na jihu Moravy Důl Mír Mikulčice společnosti Lignit Hodonín ukončil těžbu v roce 2009, v posledním období byla celá produkce ve výši 460.000 tun směřovala do Elektrárny Hodonín. V současnosti používá hnědé uhlí ze severních Čech.

## Technické parametry
| Výkon elektrický       | 105 MW             |
| Výkon tepelný          | 250 MW             |
| Roční výroba elektřiny | 177 000 MWh        |
| Roční výroba tepla     | 800 000 GJ         |
| Palivo                 | Biomasa/Hnědé uhlí |
| Spotřeba biomasy       | 209 000 t          |
| Spotřeba hnědého uhlí  | 250 000 t          |
| Odsířeno               | 1997               |